# 愛媛果試第28号

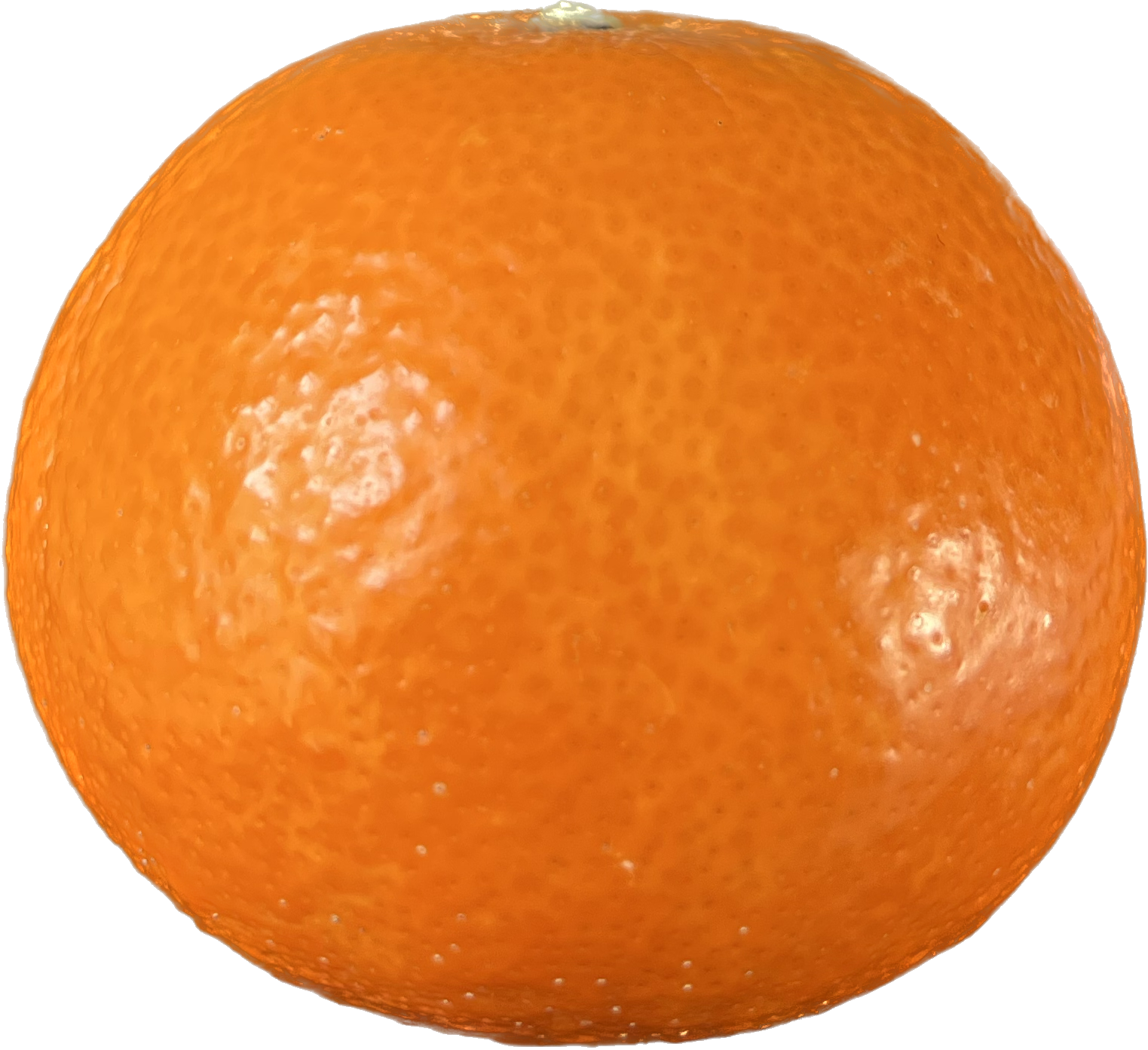
紅まどんな

紅まどんな（べにまどんな）は、ミカン科の常緑樹で柑橘類の一種である。市場では商業的に「愛媛 果試第28号」として流通している。栽培は愛媛県内に限られている。

## 特徴
愛媛県農林水産研究所果樹研究センターで、「南香」と「天草」の交配により育成された。2005年3月23日に品種登録、2007年には全農えひめが「紅まどんな」として商標登録した。紅まどんなは出荷前に選別が行われ、外観、着色、形状のチェックや光センサーによる糖度測定に合格したものだけが「紅まどんな」という名称で販売される。この糖度測定に届かないものや、各果樹園が独自で販売するものなどは、「愛媛まどんな」「媛まどんな」「あいか」「姫まどんな」「愛果28号」といったそれぞれの名称で出荷される。
収穫は12月〜翌年の1月頃で、既存の中晩柑類と違い、年内での出荷がメインとなる。
果実重は250 グラム程度。果皮は濃橙色で薄い。カットフルーツとして食されることも多い。浮皮の発生はなく、裂果は少ない。糖度は12度とやや高く、香りがよい。果肉は柔軟多汁で、じょうのうは薄くてやわらかく、そのまま食べられ、よく「ゼリーのような食感」と言われる。種子は少ない。
日本における2019年の収穫量は4,127.7 トンで、その全てが愛媛県において生産されている。
生産する際に、果梗部周辺に発生する輪紋状の細かな亀裂（クラッキングと呼ばれる）が問題となっている。これは、主に降雨が原因であるため、それを遮断するために簡易ハウスなどを利用した雨よけ栽培が薦められている。

## 紅まどんな方式の利点と弊害
2019年には愛媛県独自柑橘の新品種として、紅まどんなに甘平を掛け合わせたものが「紅ぷりんせす」として発表されたが、光センサーを通した規格以外のものについてはブランド名を名乗れない「紅まどんな方式」にするかどうかはまだ検討中である旨が愛媛県知事より述べられた。ここには、紅まどんなのようなブランド選別のなかった甘平において良悪の品質のばらつきが市場において価格低下を招いたこと、「紅まどんな方式」よりも厳しい規格の「クィーンスプラッシュ方式」では合格する個体が少ないことが要因にある。

## 韓国・中国での栽培
韓国にはデコポン、せとか、甘平などと同じく2000年代初頭に種苗が日本から済州島へ流出。
2009年より「黄金香（황금향）」の名称で高級品種として取引され、2018年の段階で栽培面積353ha、生産量3,711 トンであった。
韓国独自開発の栽培品種は全体の3％に過ぎないことを現地関係者が考慮し、2023年より甘平と紅まどんなの交配種を独自新品種として公表する予定である。
中国では「紅美人」の名称で知られる。2001年に浙江省象山県へ種苗が導入され、「象山紅美」として2008年より増産し、2015年に国内12省の農産関係者が視察して種苗が譲渡された。2017年、「象山柑橘」は国家工商総局の地理的表示認証商標の審査に合格、「象山紅美」はその一部である。重慶市、湖北省などでも増産されている。また中国では「愛媛38号」の栽培も人気であり、北米へも盛んに輸出されている。